# Цыганова, Наталья Петровна
Ната́лья Петро́вна Цыгано́ва (7 февраля 1971, Фрунзе, СССР) — российская легкоатлетка, участница Олимпийских игр.

## Карьера
На Олимпийских играх 2000 года Цыганова участвовала в беге на 800 метров, но не смогла выйти в финал.
Бронзовая призёрша чемпионата мира в помещении и обладательница серебряной и бронзовой медали чемпионата Европы в зале. Чемпионка России 2000 года.

## Образование
Выпускница Московской государственной академии физической культуры.